# Lotbinière (ancienne circonscription fédérale)
Pour les articles homonymes, voir Lotbinière.
Lotbinière (aussi connu sous le nom de Lotbinière—L'Érable) fut une circonscription électorale fédérale de Chaudière-Appalaches au Québec, représentée de 1867 à 2004.
C'est l'Acte de l'Amérique du Nord britannique de 1867 qui créa ce qui fut appelé le district électoral de Lotbinière. La circonscription fut renommée Lotbinière—L'Érable en 2000. Abolie en 2003, elle fut redistribuée parmi les circonscriptions de Lotbinière—Chutes-de-la-Chaudière, Mégantic—L'Érable, Richelieu et Richmond—Arthabaska.

## Géographie
En 1966, la circonscription de Lotbinière comprenait:
- Les villes d'Arthabaska, Princeville, Victoriaville et Warwick
- Dans le comté d'Arthabaska: Daveluyville, Norbertville, Saint-Albert-de-Warwick, Sainte-Anne-du-Sault, Saint-Christophe-d'Arthabaska, Sainte-Élisabeth-de-Warwick, Saint-Eusèbe-de-Stanfold, Saint-Louis-de-Blandford, Saint-Norbert-d'Arthabaska, Saint-Rosaire, Maddington, Saint-Jacques-de-Horton et Saint-Valère
- Dans le comté de Lotbinière: Deschaillons, Deschaillons-sur-Saint-Laurent, Fortierville, Laurier-Station, Leclercville, Lotbinière, Sainte-Croix, Saint-Flavien, Notre-Dame-du-Sacré-Cœur-d'Issoudun, Saint-Antoine-de-Tilly, Saint-Édouard-de-Lotbinière, Sainte-Emmélie, Saint-Jacques-de-Parisville, Saint-Louis-de-Lotbinière, Saint-Octave-de-Dosquet, Sainte-Philomène-de-Fortierville, Sainte-Françoise, Saint-Janvier-de-Joly, Val-Alain et Villeroy
- Dans le comté de Nicolet: Aston-Jonction, Les Becquets, Manseau, Saint-Marie, Saint-Sylvère, Sainte-Cécile-de-Lévrard, Saint-Joseph-de-Blandford, Saint-Pierre-les-Becquets, Saint-Raphaël, Saint-Samuel, Sainte-Sophie-de-Lévrard, Saint-Sylvère, Lemieux et Sainte-Eulalie

En 1996, la circonscription comprenait:
- Les villes Plessisville et Princeville
- Les MRC de L'Érable et de Lotbinière
- Le MRC de Bécancour, sauf la ville de Bécancour et la réserve de Wôlinak
- Dans la MRC d'Arthabaska: Daveluyville, Saint-Louis-de-Blandford, Saint-Rosaire, Sainte-Anne-du-Sault, Maddington et Saint-Valère
- La paroisse de Saint-Lambert-de-Lauzon

## Députés
1. 1867-1874 — Henri-Gustave Joly de Lotbinière, Libéral
2. 1874-1878 — Henri Bernier, Libéral
3. 1878-1899 — Côme-Isaïe Rinfret, Libéral
4. 1900-1917 — Edmond Fortier, Libéral
5. 1917-1925 — Thomas Vien, Libéral
6. 1925-1937 — Joseph-Achille Verville, Libéral
7. 1937¹-1940 — Joseph-Napoléon Francoeur, Libéral
8. 1940-1957 — Hugues Lapointe, Libéral
9. 1957-1963 — Raymond O'Hurley, Progressiste-conservateur
10. 1963-1968 — Auguste Choquette, Libéral
11. 1968-1977 — André-Gilles Fortin, Crédit social
12. 1978¹-1980 — Richard Janelle, Crédit social
13. 1980-1984 — Jean-Guy Dubois, Libéral
14. 1984-1993 — Maurice Tremblay, Progressiste-conservateur
15. 1993-1997 — Jean Landry, Bloc québécois
16. 1997-2004 — Odina Desrochers, Bloc québécois

¹ = Élections partielles